# Eulithis achatinellaria
Eulithis achatinellaria là một loài bướm đêm trong họ Geometridae.